# Umaru Dikko
Umaru Abdulrahman Dikko (31 de diciembre de 1936-1 de julio de 2014) fue un político y estadista nigeriano, conocido por el intento de secuestro a manos del Mosad que sufrió en 1984.

## Biografía y trayectoria política

### Carrera política temprana
Dikko nació el 31 de diciembre de 1936, en la localidad nigeriana de Wamba. En 1967, se incorporó a la política nigeriana como comisionado del entonces Estado Central del Norte de Nigeria (oficialmente Estado de Kaduna, a fecha de febrero de 2022). Por aquellas fechas, también ejercía como secretario de un comité designado por el general Hassan Katsina para unir a los líderes del citado Estado Central del Norte, tras un golpe de Estado en 1966.
En las elecciones presidenciales de 1979, Dikko fue nombrado gerente de la campaña electoral de Shehu Shagari, el candidato del Partido Nacional de Nigeria. Tras la victoria de este último, desempeñó un importante papel como ministro de Transporte de Nigeria entre 1979 y 1983; paralelamente, lideró el grupo de trabajo presidencial para la importación y la venta de arroz. A la caída de Shagari en el levantamiento militar de 1983, Dikko y algunos miembros prominentes del Partido Nacional de Nigeria huyeron al exilio en Londres, acusados de corrupción a gran escala por el nuevo régimen del general Muhammadu Buhari.

### Incidente Dikko
El 5 de julio de 1984, Dikko fue víctima de un intento de secuestro instigado por el régimen de Buhari, el llamado Incidente Dikko. Aprovechando sus relaciones amistosas con Israel, el régimen militar nigeriano solicitó la colaboración del Mosad en la repatriación forzosa de Dikko a su país de origen, donde habría de enfrentarse a las acusaciones de corrupción antes mencionadas. A tal efecto, el Mosad decidió utilizar una valija diplomática nigeriana, en la que los agentes israelíes ocultarían al secuestrado para extraditarlo –ilegal y clandestinamente– de Reino Unido. Dado que la Convención de Viena garantizaba la inviolabilidad de la valija, las autoridades británicas no podrían abrirla sin provocar una crisis diplomática entre Nigeria y Reino Unido, lo que en teoría aseguraba el éxito de la operación.
En primer lugar, un agente del Mosad secuestró al político nigeriano en Londres, introduciéndolo a la fuerza en un vehículo cuando paseaba desprevenido cerca de su domicilio. Acto seguido, otro agente le suministró una potente droga narcótica, con objeto de esconderlo sin resistencia en una valija de la embajada nigeriana en Londres. Sin embargo, la secretaria de Dikko presenció el secuestro de su jefe y lo notificó rápidamente a las autoridades, que a su vez enviaron una alerta de secuestro a todas las aduanas de Reino Unido. Por añadidura, los secuestradores no habían recibido ni la documentación oficial, ni las etiquetas que acreditaban a su valija diplomática como tal, por lo que esta carecía legalmente de la inviolabilidad reconocida en la Convención de Viena. Todo ello permitió al gobierno británico interceptar la falsa valija en el aeropuerto de Stansted, antes de que esta abandonase el país a bordo de un avión con destino a Lagos. Al abrir la valija, los funcionarios de aduanas hallaron a Dikko en un estado de inconsciencia, junto a un agente del Mosad encargado de vigilar sus constantes vitales.
Aunque el gobierno nigeriano negó su implicación en este incidente, Reino Unido suspendió sus relaciones diplomáticas con Nigeria durante 2 años, además de rechazar sistemáticamente las posteriores solicitudes de extradición a nombre de Dikko.

### Últimos años
Después de su secuestro fallido, Dikko estudió Derecho en Londres y superó el examen británico de acceso a la abogacía en 1991, para luego regresar a la escena política nigeriana. En 2013, el entonces presidente de Nigeria, Goodluck Jonathan, le asignó la presidencia del Comité Disciplinario Nacional del partido People's Democratic Party. Finalmente, el 1 de julio de 2014, falleció a la edad de 77 años en un hospital londinense, a causa de un accidente cerebrovascular.